# La marcetta/Cuore made in Italy
La marcetta/Cuore made in Italy è un 45 giri di Edoardo Vianello del 1969.

## Tracce
1. La marcetta (Antonio Amurri ed Edoardo Vianello)
2. Cuore made in Italy (Sergio Bardotti ed Edoardo Vianello)

## Descrizione
Con questo disco continua la collaborazione di Edoardo Vianello con i Pyrañas che accompagnano l'esecuzione del brano del lato A La marcetta scritta dallo stesso Vianello con Antonio Amurri, mentre in Cuore made in Italy, scritta con Sergio Bardotti, gli arrangiamenti sono curati da Ruggero Cini e da i Cantori Moderni di Alessandroni.
Il brano La marcetta appare nella raccolta Arc collection - Tutti i successi originali del 2001 e ne I grandi successi di Edoardo Vianello, del 2012.
È l'ultimo suo singolo ad essere pubblicato per la RCA Italiana anche se per l'etichetta ARC.